# Alfred William Howitt
Alfred William Howitt, född 17 april 1830, död 7 mars 1908, var en australisk forskningsresande och antropolog.
Alfred William Howitt var son till författarna William och Mary Howitt. Han var född i England men följde 1852 sin far till Australien och bosatte sig där, först som nybyggare, sedan i statens tjänst. Howitt gjorde flera expeditioner till det inre av Australien för att undersöka nya guldfält och för att bistå andra resande. Här kom han i så nära kontakt med aboriginerna, att han, som förste europé, intogs i ett mysterieförbund i stammen Kurnai, som han, tillsammans med missionären och antropologen Lorimer Fison beskrev i Kamilaroi and Kurnai (1880). Hans huvudarbete var The native tribes of South East Australia (1904). Howitt räknas som en av pionjärerna inom modern antropologisk och etnografisk forskning.